# 천리안 2B호
천리안 2B호 또는 정지궤도복합위성 2B호는 대한민국의 정지 궤도 인공위성으로, 2020년 2월 18일 발사되었다. 천리안 2A호와 쌍둥이 위성이다. 대기 중의 미세먼지 유발물질 이동 상황을 정밀하게 들여다 볼 수 있다.

## 개발

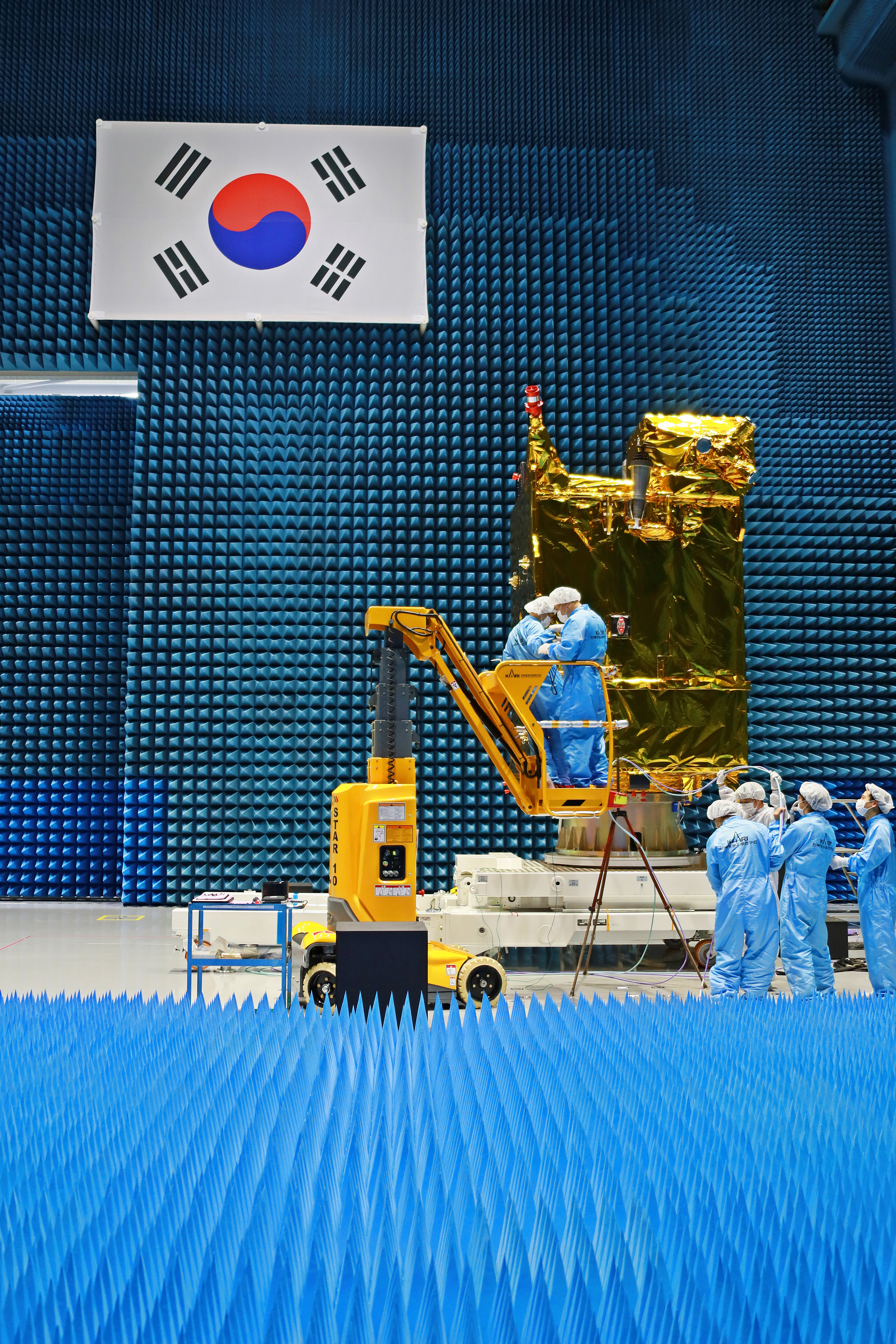
전자파 시험 중인 천리안 2B호

천리안 2A호와 2B호는 2010년 발사된 천리안 1호의 후속 위성으로 개발되었다. 과학기술정보통신부와 환경부, 해양수산부의 협력으로 2011년부터 9년간 개발하였다. 2A호와 2B호 개발·발사 사업에 각각 3867억원, 3180억원씩 총 7천억여 원이 들었다. 2010년 발사된 천리안 1호가 기상·해양·통신 등 여러 탑재체를 싣고 다양한 역할을 했다면, 2A호와 2B호는 각각 기상관측과 환경·해양관측이라는 고유 임무에 집중하도록 설계되었다. 위성 개발에는 대기업 2곳과 중소·벤처기업 36곳이 참여하였다. 24시간 대기환경 감시용 정지궤도 위성은 천리안위성 2B호가 세계 최초이다.
혹독한 우주 환경에서 버티는지 확인하는 여러 시험을 통과하였다. 6월에는 발사체 굉음을 견디는지 알아보는 음향시험에, 7~8월에는 열진공시험에, 10월에는 전자파시험에 통과하였다.

## 기술
천리안 2B호의 해양탑재체 해상도는 1호보다 4배 더 높고, 산출 정보도 13종에서 26종으로 2배가 많다. 1일 관측 수도 8회에서 10회로 늘었다. 정밀 대기환경 관측장비 젬스(GEMS, Geostationary Environment Monitoring Spectrometer)와 해양 관측장비 고씨투(GOCI-II, Geostationary Ocean Color Imager-II)가 탑재되어 있다.
환경탑재체는 대기 중의 미세먼지·이산화질소·이산화황·포름알데히드 등 미세먼지 유발 물질, 오존·에어로졸 등 기후변화 유발물질 등 20여가지의 대기오염물질을 관측할 수 있다. 해양탑재체는 한국 영해에서 발생하는 적조·부유조류·해무·해빙 등 26가지의 정보를 제공한다. 이는 1호의 13가지보다 두배 늘어난 것이다. 해상도는 250m로, 천리안위성 1호의 500m보다 좋아졌고, 데이터 전송 속도는 18배(6.2→115Mbps) 빨라졌다.

## 임무
2020년 2월 18일 오후 7시 18분(한국시각 19일 오전 7시18분) 프랑스령 기아나의 기아나 우주 센터에서 아리안스페이스의 아리안5 로켓에 실려 발사되었다. 발사 31분 뒤인 7시 49분, 발사체로부터 분리되었다. 7시 55분, 오스트레일리아 야사라가 관제소와 첫 교신을 하였다. 3월 6일, 목표궤도에 도착한 후 시범 운행에 들어갔다. 시범 운행의 이유는 정지궤도에 안착한 뒤, 장비 성능을 최적화하기 위함이다.
동경 128.2도, 35,786㎞의 적도 상공 정지궤도에 배치되므로, 특정 지역을 24시간 상시 감시할 수 있는 장점이 있다. 주요 임무는 적조, 녹조, 유류 유출 등의 해양 오염물질 실시간 모니터링, 대기오염물질 이동 감시·분석이다. 정부는 2018년 발사된 2A호가 보내오는 정보와 2B호의 관측 정보를 결합하여 분석 시 미세먼지 등 대기오염 예보 능력이 크게 좋아질 것으로 기대하였다.
천리안 2B호의 관측 범위는 한국과 일본 등 등북아시아에서부터 인도네시아 북부, 몽골 남부에 걸쳐 있다. 즉, 한국, 중국, 일본, 필리핀, 라오스, 타이, 캄보디아, 베트남, 말레이시아, 싱가포르, 인도네시아, 몽골, 대만 등 13개 국가의 대기 상태를 측정한다.
2020년 11월, 과기부와 환경부, 해수부는 천리안위성 2B호가 촬영한 한반도 주변 아시아의 대기질 자료를 영상화해 공개하였다.

## 같이 보기
- 천리안